# Maurice Hope
Maurice Hope est un boxeur britannique né le 6 décembre 1951 à Saint John's, Antigua-et-Barbuda.

## Carrière
Passé professionnel en 1973, il devient champion britannique et champion d'Europe EBU des super-welters en 1974, 1975 et 1976 puis champion du monde WBO de la catégorie le 4 mars 1979 après sa victoire par arrêt de l'arbitre au 9e round contre Rocky Mattioli. Hope défend son titre face à Mike Baker, de nouveau Mattioli et Carlos Herrera avant d'être à son tour battu par Wilfred Benitez le 23 mai 1981. Il met un terme à sa carrière l'année suivante sur un bilan de 30 victoires, 4 défaites et 1 match nul.

## Référence
1. ↑  (en) Paul Jones vs. Mike Baker (boxrec.com)